# Nemertopsis tetraclitophila
Nemertopsis tetraclitophila är en djurart som tillhör fylumet slemmaskar, och som beskrevs av Gibson 1990. Nemertopsis tetraclitophila ingår i släktet Nemertopsis och familjen Emplectonematidae. Inga underarter finns listade i Catalogue of Life.